# Ulvane
Les ulvanes sont des polysaccharides anioniques sulfatés solubles dans l'eau extraits d'algues vertes de type ulve ou entéromorphe.
Les ulvanes sont localisés au niveau de la cellule dans la paroi cellulaire.

## Structure
La structure chimique des ulvanes est basée sur la répétition de différentes unités di-osidique. Ces unités sont majoritairement composées de 3-sulfate ulvanobiuronate de sodium de type A comprenant du 3-sulfate rhamnose lié à de l'acide glucuronique par une liaison de type 1→4 et de 3-sulfate ulvanobiuronate de sodium de type B comprenant du 3-sulfate rhamnose lié à de l'acide Iduronique par une liaison de type 1→4.

## Composition
Les sucres entrant dans la composition des ulvanes sont le rhamnose sulfaté en position 3, le galactose, le glucose et le xylose pour les sucres neutres et l'acide glucuronique et l'acide iduronique pour les sucres acides.

## Utilisation
Les ulvanes entrent dans la composition de nanomatériau.
Elles sont également très intéressantes dans les domaines de la santé, de l’immunité, de la plasturgie et de la cosmétique. À condition de mettre d’abord au point l’outil, une enzyme "ulvanelyase", qui permettra d’extraire industriellement ces précieuses substances et de potentialiser leur activité. Ses oligosaccharides pourront alors être intégrés dans des formulations cosmétiques et testés pour leurs actions sur la peau, avec des effets prometteurs, notamment sur l’élastine et la synthèse de collagène et d’acide hyaluronique.
Des études pour approfondir les relations structures/fonctions de ces polysaccharides sont actuellement réalisées avec la collaboration du Centre d’étude et de valorisation des algues (CEVA, Pleubian).